# Samegrelo-Zemo Svaneti
Samegrelo-Zemo Svaneti (Georgisch: სამეგრელო-ზემო სვანეთის) is een regio (mchare) in het westen van Georgië met een oppervlakte van 7468 km² en 287.796 inwoners (2024). De hoofdstad is Zoegdidi, de belangrijkste stad van de regio en hoofdstad van het historische Mingreelse vorstendom. De gouverneur van Samegrelo-Zemo Svaneti is sinds 2 juni 2021 Giorgi Goegoetsjia. Samegrelo-Zemo Svaneti heeft negen gemeenten en omvat de historische regio's Samegrelo (Mingrelië) en (Zemo-)Svanetië. In de oudheid was het kerngebied van Colchis en de bakermat van de Colchiscultuur.

## Geografie
Samegrelo-Zemo Svaneti ligt in het noordwesten van Georgië en beslaat 7468 vierkante kilometer, oftewel 10,6% van Georgië, waarmee het de tweede grootste regio is. Samegrelo-Zemo Svaneti grenst in het oosten aan de regio Ratsja-Letsjchoemi en Kvemo Svaneti, in het zuidoosten aan Imereti en in het zuiden aan Goeria. In het zuidwesten ligt de Zwarte Zee, terwijl het grootste deel van het westen grenst aan de feitelijk afgescheiden republiek Abchazië. De regio heeft regelmatig te maken met de gevolgen van het Georgisch-Abchazisch conflict. 
Ten slotte grenst Samegrelo-Zemo Svaneti in het noorden aan de Russische deelrepublieken Karatsjaj-Tsjerkessië en Kabardië-Balkarië, waar de bergkam van de Grote Kaukasus een barrière vormt en Svanetië historisch heeft beschermd tegen invallen. Zemo-Svanetië (Opper-Svanetië) wordt beschouwd als het "plafond" van Georgië: 96% van het grondgebied ligt op 1000 meter boven zeeniveau en 65,8% boven 2000 meter.

### Bergen
De bergkam van de Grote Kaukasus in de regio, op de grens met Rusland, is het hoogste gebied van de Kaukasus met enkele zogeheten 'vijfduizenders' en verschillende (hoge) vierduizenders. De 5201 meter hoge Sjchara is de hoogste berg van het land en is de derde hoogste in de Kaukasus. Andere voorname toppen op de grens met Rusland zijn de Dzjanga (5051 m), Sjota Roestaveli (4960 m), Gistola (4860 m), Tetnoeldi (4858 m), Oesjba (4710 m), Lalveri (4350 m) en de relatief lage Latsga (4019 m). Op de Tetnoeldi, niet ver van het Svanetische centrum Mestia, is een wintersportgebied. 
Zemo-Svanetië wordt omsloten door het Svanetigebergte dat vanaf de Grote Kaukasus aftakt en doorloopt in het Egrisigebergte, dat parallel aan de Grote Kaukasus ligt.. De kammen van deze gebergtes zijn de natuurlijke grens met Ratsja-Letsjchoemi en Kvemo Svaneti. Het Svanetigebergte is minder hoog met de Lahili (4011 m) als hoogste berg. Het Egrisigebergte is vervolgens weer een orde lager met lage drieduizenders, waarvan de Tsjitagvala (3226 m) de hoogste berg is. Het gebergte staat aan de rand van het Colchislaagland dat de zuidelijke helft van de regio omvat. In het noordwesten van Samegrelo-Zemo Svaneti ligt het Kodorigebergte dat tevens het noordelijke deel van de natuurlijke grens met Abchazië is. De Chodzjali is met 3311 meter de hoogste berg van dit gebergte, gelegen op deze grens.

### Rivieren
Uit het Egrisigebergte stromen belangrijke regionale rivieren, die Samegrelo-Zemo Svaneti in zuidelijke richting doorkruisen: de Tschenistskali, Chobi en de Techoeri. Zij komen in het Colchislaagland uit in de Rioni, die bij Poti in de Zwarte Zee uitmondt. Vanuit Svanetië stroomt de Engoeri naar de Zwarte Zee. Deze rivier is voor een groot deel ook de zuidelijke natuurlijke grens met Abchazië. De rivierdelta in Samegrelo is voor een groot deel beschermd natuurgebied, het nationaal park Kolcheti. Het bestaat voor het grootste deel uit draslanden ten noorden en zuiden van de havenstad Poti. Het Paliastomimeer bij Poti is onderdeel van het nationaal park.

## Bestuurlijke onderverdeling
Samegrelo-Zemo heeft één stadsgemeente en acht rurale gemeenten: 
| - Poti (stadsgemeente) - Abasja - Chobi - Martvili - Mestia | - Senaki - Tsalendzjicha - Tsjchorotskoe - Zoegdidi |

De regio heeft in totaal 531 bewoonde kernen:
- Negen steden: Abasja, Chobi, Dzjvari, Martvili, Poti, Senaki, Tsalendzjicha, Tsjchorotskoe en Zoegdidi
- Een daba's: Mestia
- 521 dorpen, waaronder Anaklia, Ganmoechoeri en Nokalakevi, De dorpen zijn ingedeeld in 143 administratieve gemeenschappen (თემი, temi).

## Demografie
Samegrelo-Zemo Svaneti telde op 1 januari 2024 287.796 inwoners, een daling van bijna 13% ten opzichte van de volkstelling van 2014. Een derde van de regio woont in de gemeente Zoegdidi, het centrum van Mingrelië. De urbanisatiegraad van de regio is 40,5%.
| Poti (stad) | 48.117 | 45.979  | 48.508  | 50.922  | 47.149  | - | 41.465  | 41.624  | 41.170 |
| Abasja | 30.286 | 30.416  | 29.246  | 28.219  | 28.707  | - | 22.341  | 19.873  | 17.668 |
| Chobi | 31.280 | 37.653  | 38.092  | 38.939  | 41.240  | - | 30.548  | 28.182  | 25.605 |
| Martvili | 47.777 | 49.167  | 47.797  | 46.009  | 44.627  | - | 33.463  | 31.766  | 29.895 |
| Mestia | 16.311 | 17.801  | 17.442  | 14.776  | 14.248  | - | 9.316   | 9.440   | 9.213  |
| Senaki | 47.553 | 50.336  | 50.774  | 52.681  | 52.112  | - | 39.652  | 35.022  | 29.990 |
| Tsalendzjicha | 29.019 | 37.813  | 39.477  | 38.643  | 40.133  | - | 26.158  | 23.658  | 20.834 |
| Tsjchorotskoe | 27.647 | 30.784  | 31.404  | 29.840  | 30.124  | - | 22.309  | 21.490  | 20.506 |
| Zoegdidi | 96.643 | 112.241 | 120.217 | 125.444 | 167.760 | - | 105.509 | 100.184 | 92.915 |
| * Uit onderzoek na volkstelling 2014 is gebleken dat volkstelling 2002 8-9 procent te hoog is uitgevallen. **Gecorrigeerde data op basis van retro-projectie 1994-2014 i.s.m. VN |        |         |         |         |         |   |         |         |        |

### Etniciteit en religie
Volgens de volkstelling van 2014 was de regio vrijwel mono-etnisch Georgisch (99,4%). Hieronder vallen ook de Mingreliërs en Svaneten, etnisch Georgische subgroepen die eigen zijn aan deze regio. Verder wonen er Russen (0,4%) en kleinere aantallen Oekraïners (0,1%), Armeniërs, Azerbeidzjanen, Grieken, Bosja, Osseten, Assyriërs en Abchaziërs. Bijna alle inwoners Georgisch-Orthodox (98,6%). De belangrijkste andere geloofsovertuigingen zijn Jehova's getuigen (0,4%) en de islam (0,2%).

## Economie

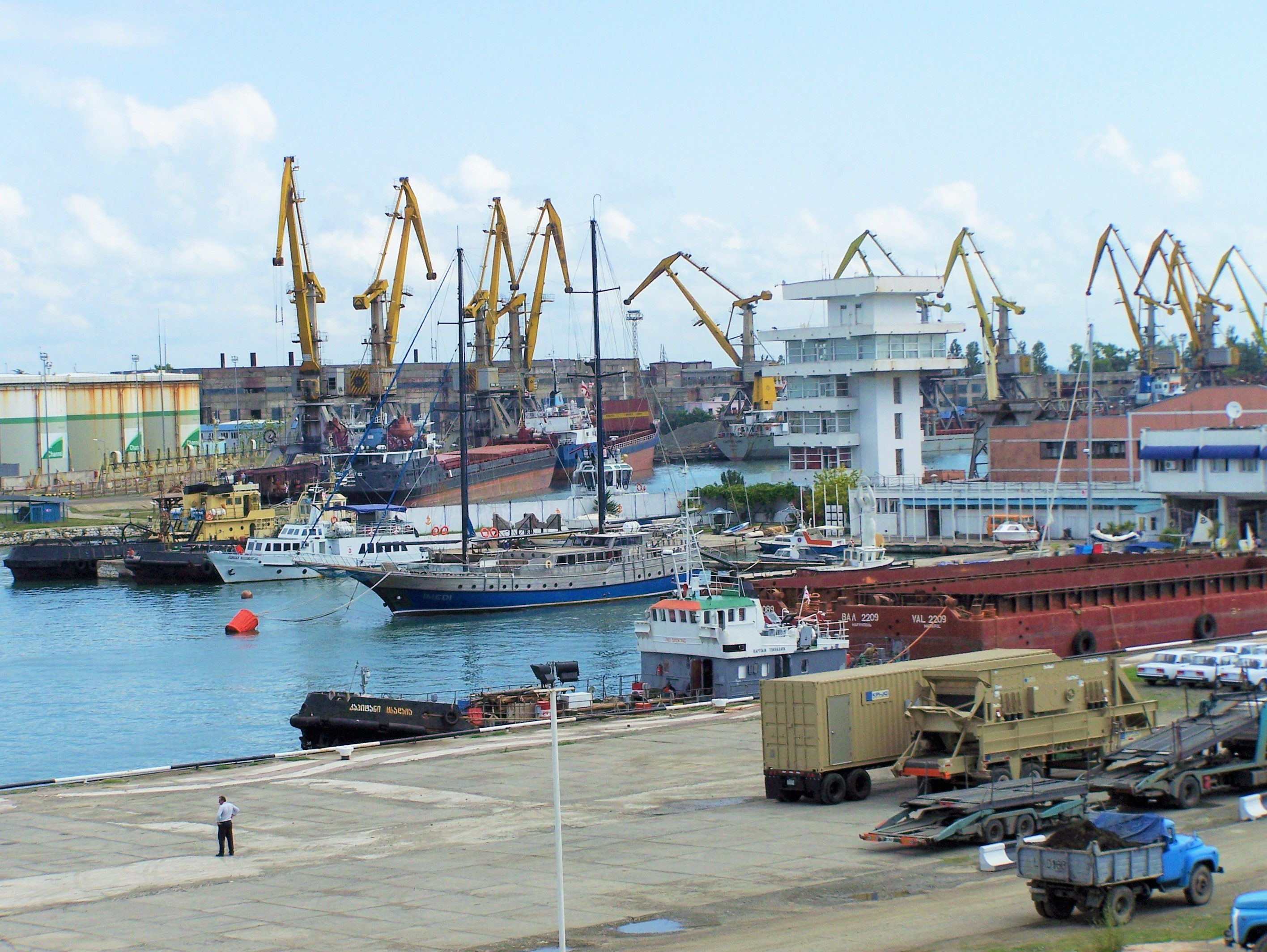
De haven van Poti

Poti is de belangrijkste haven van Georgië en de toegangspoort die het land verbindt met de buitenwereld waar een aanzienlijk deel van de handelsomzet van het land doorheen gaat. Het economisch herstel van Samegrelo-Zemo Svaneti hangt in hoge mate af van de normalisering van de politieke betrekkingen met de regio Abchazië. De stad Zoegdidi is de toegangspoort tot Abchazië en biedt faciliteiten voor Georgiërs die woonachtig zijn in het feitelijk afgescheiden landsdeel. De brug over de Engoeri bij Zoegdidi is de enige functionerende doorgang naar en van Abchazië. Vlak bij de brug is aan de Georgische zijde een winkelcentrum gebouwd ("Roechi Mall") ten behoeve van de inwoners in Abchazië.
Toerisme is een speerpunt van economische ontwikkeling richting Opper-Svanetië, met name rond Mestia. Naast kenmerkend historisch erfgoed, zoals de Svan-woontorens, zijn er een aantal wintersportgebieden ontwikkeld en is het gebied populair onder bergsporters. In Mestia is een kleinschalige vliegveld hersteld ten behoeve van het toerisme.  
In Anaklia aan de Zwarte Zee, bij de grens met Abchazië, wordt een nieuwe diepzeehaven ontwikkeld. Hiervoor zijn steungelden uit de EU toegezegd in het kader van het TEN-T Investeringsactieplan. De bouw is echter met jaren vertraagd.